# Onésime et le Pas de l'ours

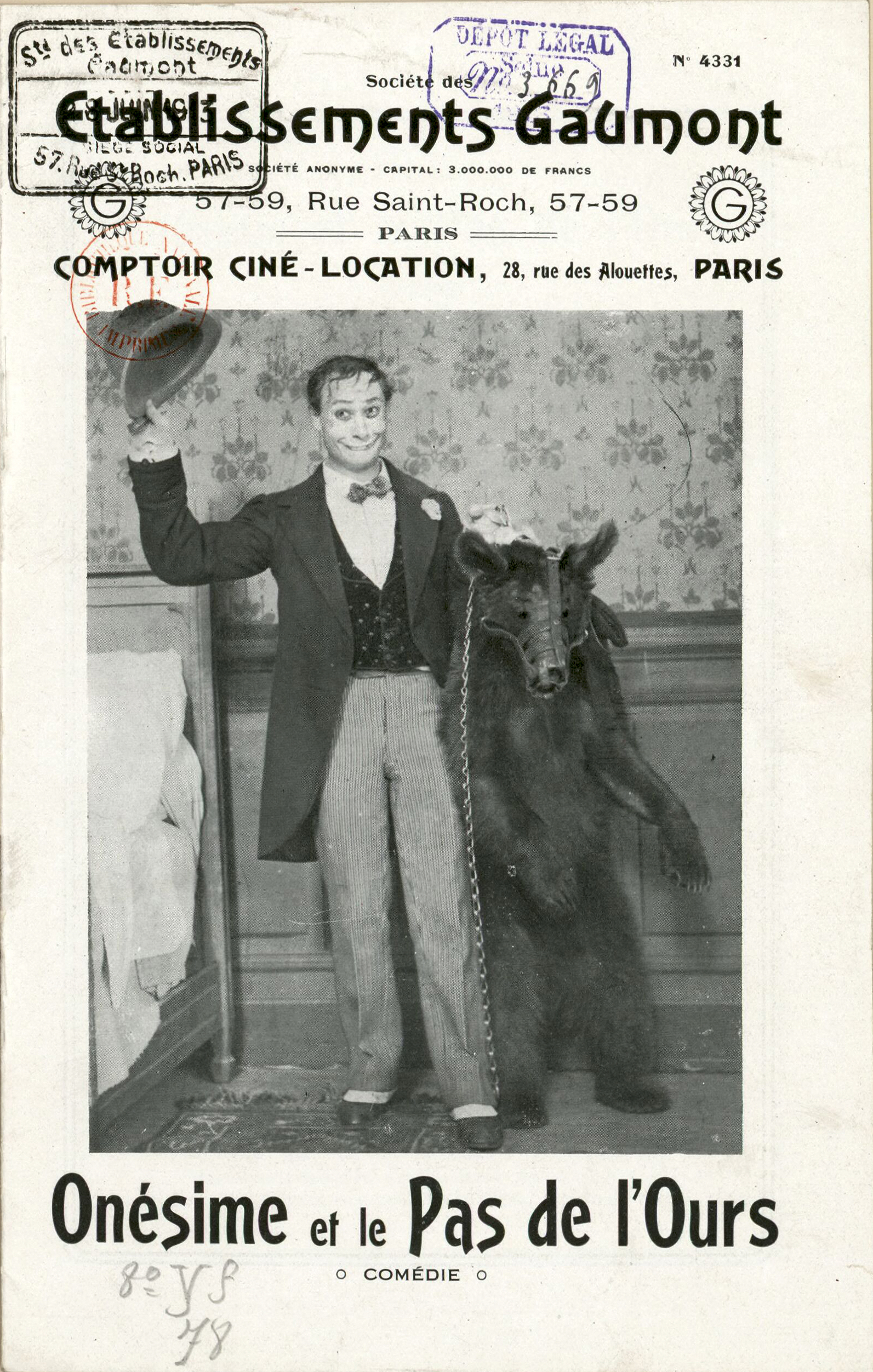
Prospectus (1913).

Onésime et le Pas de l'ours est un film muet français réalisé par Jean Durand et sorti en 1913.

## Synopsis
« Onésime ayant découvert dans un journal que l'Académie des Beaux Arts ouvrait un concours de danse moderne “Cake-Walk, Liquette Tango et surtout le célèbre pas de l'Ours” résolut de conquérir ce prix se montant à la somme fabuleuse de 12 Francs.
Mais pour mettre toutes les chances de son côté, Onésime prend la résolution de chercher son professeur dans la montagne, et c'est dans les Pyrénées qu'il le trouve sous l'espèce d'un ours qu'il capture par l'appât d'une boite de homard que cet animal gourmand par nature n'avait pas encore goûté et sur laquelle il se précipita.
Les leçons commencent et continuent avec autant de bonne volonté de part et d'autre, bien que mêlées de quelques incidents au cours desquels la vaisselle subit quelques dommages de même que les meubles et bien d'autres choses aussi mais le résultat obtenu est tellement satisfaisant qu'Onésime remporte le premier prix.
Ingrat comme tous les hommes, Onésime au milieu de son triomphe abandonne son vieil ami et professeur si bien que celui-ci en conçoit beaucoup de dégoût et de chagrin qu'il essaie de noyer dans l'ivresse
La boisson fit de lui un révolté et un aigri et quand il se fut bien vengé il regagna sa montagne. Onésime n'en savait pas moins une danse de plus dans laquelle peut-être un jour, nous le verrons exercer sa grâce. »

## Fiche technique
- Réalisation : Jean Durand
- Société de production : Société des Établissements L. Gaumont
- Pays d'origine : France
- Format : Muet - Noir et blanc - 1,33:1 - 35 mm
- Métrage : 170 m
- Genre :  Comédie
- Durée : inconnue
- Année de sortie : France : 1913

## Distribution
- Ernest Bourbon : Onésime
- Gaston Modot